# Бернарду Перейра ді Васконселос

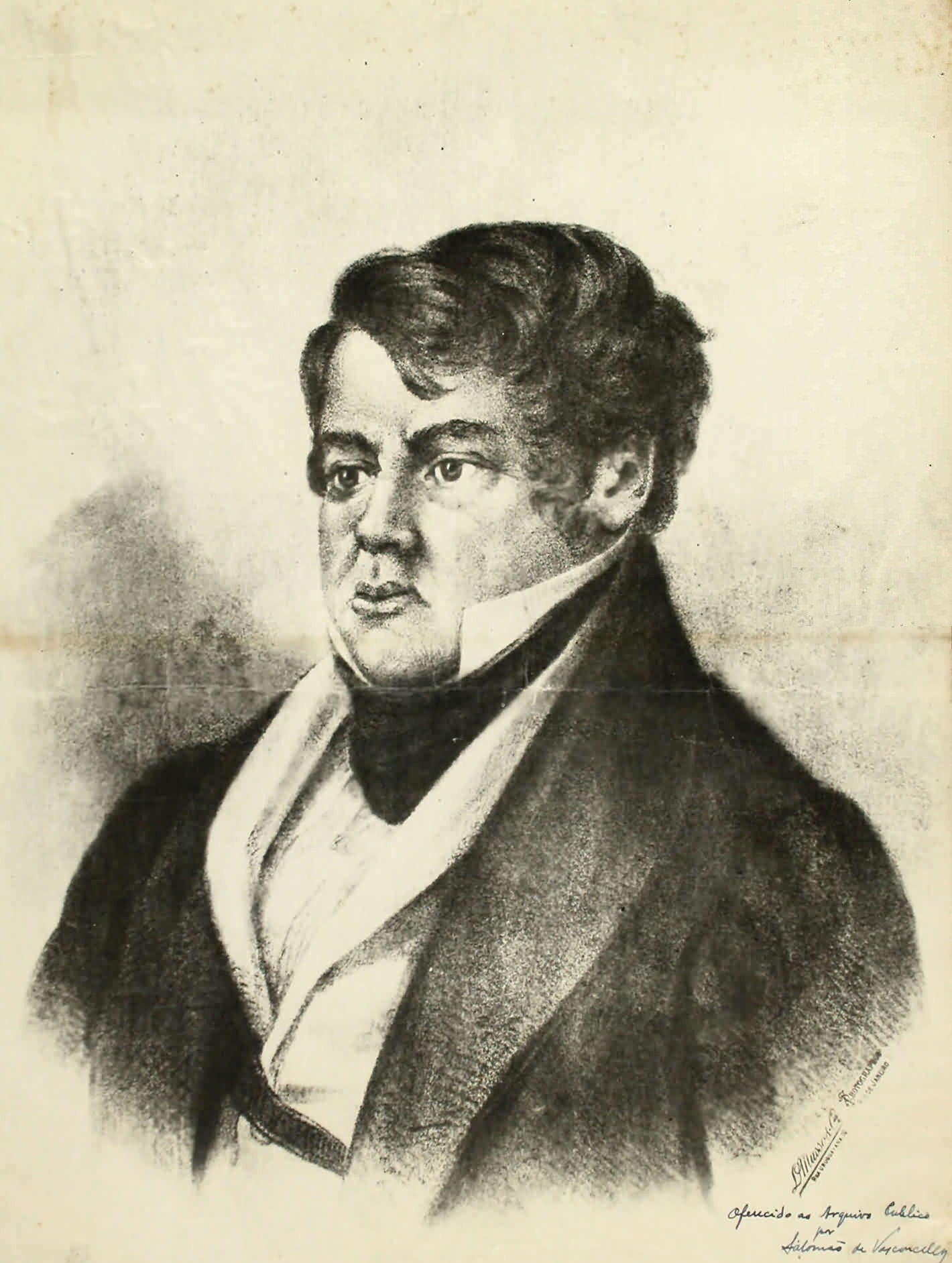
Бернарду Перейра ді Васконселос

Бернарду Перейра ді Васконселос (порт. Bernardo Pereira de Vasconcelos, (Віла-Ріка, 27 серпня 1795 — Ріо-де-Жанейро, 1 травня 1850) — бразильський політик, журналіст, суддя і юрист епохи імперії. Активний прихильник монархії та рабовласництва. Вважається, що він зіграв дуже важливу роль в політиці імперії, багато зробивши для її розвитку.